# Якоб Карлстрем
Якоб Карлстрем (норв. Jacob Karlstrøm, нар. 9 січня 1997, Тромсе, Норвегія) — норвезький футболіст, воротар клубу «Молде».

## Клубна кар'єра
Якоб Карлстрем свою футбольну кар'єру починав у клубі «Тромсе». Першу гру в основі Карлстрем провів у травні 2017 року у матчі Елітесеріен проти клубу «Сарпсборг 08». У 2019 році за результатами чемпіонату «Тромсе» вилетів до Першого дивізіону. Але Карлстрем залишився у клубі і вже наступного сезону разом з командою повернувся до Елітсерії.
У січні 2022 року воротар підписав контракт з діючим віце - чемпіоном країни «Молде». І 13 березня дебютував у новій команді у матчі на Кубок Норвегії.

## Досягнення
- Володар Кубка Норвегії (2):

«Молде»: 2021-22, 2023
- Чемпіон Норвегії (1):

«Молде»: 2022